# Pandemia de COVID-19 en Carolina del Sur
El primer caso de la pandemia de enfermedad por coronavirus en  Carolina del Sur, estado de los Estados Unidos, inició el 7 de marzo de 2020. Hay 6.936 casos confirmados, 5.764 recuperados y 305 fallecidos.

## Cronología

### Marzo
6 de marzo: DHEC anuncia que dos mujeres, una del condado de Charleston y otra del condado de Kershaw, están bajo investigación y se presume que tienen los primeros casos de COVID-19 en Carolina del Sur.
7 de marzo: Las pruebas para las dos mujeres regresan como "presuntivas positivas", dando a Carolina del Sur sus primeros dos casos.
16 de marzo: Un paciente de un hogar de ancianos en el condado de Lexington se informa como la primera muerte relacionada con COVID-19 en Carolina del Sur.
24 de marzo: El gobernador Henry McMaster y la Superintendente de Educación del Estado, Molly Spearman, anuncian que las escuelas públicas de todo el estado, incluidos los colegios y universidades, permanecerán cerradas hasta fines de abril.
27 de marzo: Se anuncia que los parques estatales estarán cerrados hasta finales de abril y el presidente de los Estados Unidos Donald Trump aprueba la declaración de desastre de Carolina del Sur.

### Abril
3 de abril: El gobierno de Carolina del Sur emite dos órdenes ejecutivas adicionales, una ordenando el cierre de negocios adicionales no esenciales, y la otra imponiendo restricciones de alojamiento y viaje de personas que viajan desde áreas de alto riesgo (Nueva York, Nueva Jersey y Connecticut).
6 de abril: el gobernador McMaster emite una orden estatal de "casa o trabajo", vigente a partir del 7 de abril a las 5 p. m. A las personas se les permite viajar a su casa o al trabajo (para aquellos que no pueden trabajar desde casa), así como para "actividades esenciales" o para acceder a "servicios esenciales". Las pautas de distanciamiento social deben seguirse en todo momento. Los infractores serán acusados de un delito menor y deberán cumplir 30 días en la cárcel y/o pagar una multa de $ 100 por cada día que infrinjan. Las empresas minoristas deben tener no más de 5 clientes por cada 1,000 pies cuadrados de espacio. Todos los negocios no esenciales han recibido la orden de cerrar.
22 de abril: El gobernador McMaster y el superintendente Spearman anuncian el cierre de las escuelas en Carolina del Sur por el resto del año escolar.

### Mayo
4 de mayo: el gobernador McMaster levanta la orden de "casa o trabajo" y anuncia que los restaurantes pueden comenzar a ofrecer comidas al aire libre además de comida para llevar, entrega y servicios en la acera.